# Герхард (граф Ольденбургу)
Герхард I Хоробрий (нім. Gerhard der Mutige; 1430 — 22 лютого 1500) — 20-й граф Ольденбурзький в 1448—1482 роках. відомий також як «Герхард Сварливий» (нім. Gerhard der Streitbare). Іноді його рахують Герхарда VI, враховуючи усіх попередніх представників роду з таким ім'ям.

## Життєпис

### Граф
Походив з Ольденбурзької династії. Третій син Дітріха I, графа Ольденбурзького, та Гельвіги Гольштайнської. Народився 1430 року. Після смерті матері 1436 року разом з братами отримав освіту при дворі свого вуйка Адольфа VIII Шауенбурга, графа Гольштайну.
У 1440 році після смерті батька графом Ольденбургу став старший брат Крістіан VII, але у 1448 році, коли він отримав корони Данії та Норвегії, то передав графства Ольденбург і Дельменгорст Герхарду. 1453 року оженився на представниці роду Текленбургів.
Воював з фризами, яких зумів знову приборкати. Після цього 1454 року в Дауені створив морську базу, звідки здійснював піратських напади на торговельні судна, що йшли з Нідерландів до ганзейських міст. У 1457 році здійснив похід проти східних фризів, яким біля замку Манзінген було завдано поразки.
1458 року його брат Моріц відмовився від церковної кар'єри й став вимагати частину спадщини. Наслідком стала війна з братом та його союзниками — графом Оттоном V фон Гойя та Герхардом III Гойя, архієпископом Бремену. 1462 року у битві біля Борстеля Герхард здолав своїх ворогів. Втім під тиском шляхти та духівництво Ольденбургу в травні 1463 року Герхард вимушений був поступитися братові графством Дельменгорст. Проте через декілька місяців війна з Моріцом поновилася. Після смерті Моріца 1464 року стає опікуном свого небожа Якоба й фактичним правителем графства Дельменгорст.
Водночас продовжив наступ на фризів. 1462 року було зведено форт Нойєнбург, що забезпечило доступ Герхарда до Фризького гесту. Проте у відплату за піратські дії графа 1463 року ганзейський флот знищив місто Фарель. У 1465 та 1468 роках Герхард грабував фризьке місто Апен. Разом з тим вів перемовини з братом — Крістіаном I, королем Данії та Норвегії, щодо власного призначення губернатором Гольштайну. У 1466 року вдерся до цього графства, де вів розбійні дії до 1470 року. Лише під тиском брата залишив Гольштайн.
1472 року рушив на допомогу повсталим фризам у Шлезвігу, проте зазнав поразки від данського війська. У 1473 році проти нього виступив Генріх XXVII фон Шварцбург, архієпископ Бремена, якого підтримали магістрати Бремену і Гамбургу, невдоволені піратськими діями флотилії Ольденбуруг. Але за допомогою графа Оттона VII фон Гойя вдалося залагодити конфлікт. 1474 року атакував графство Східна Фрисландія, проте його регентша Теда зуміла захистити основні замку від ольденбурзьких військ. Після грабунки земель графства Герхард відступив до своїх володінь. Того ж року уклав союз з Карлом Бургундським щодо допомоги Рупрехту Віттельсбаху, архієпископу Кельнському. Натомість бургунди повинні були допомогти захопити Східну Фризія. До червня 1475 року Герхард I брав участь в облозі міста Нойсс в архієпископстві.

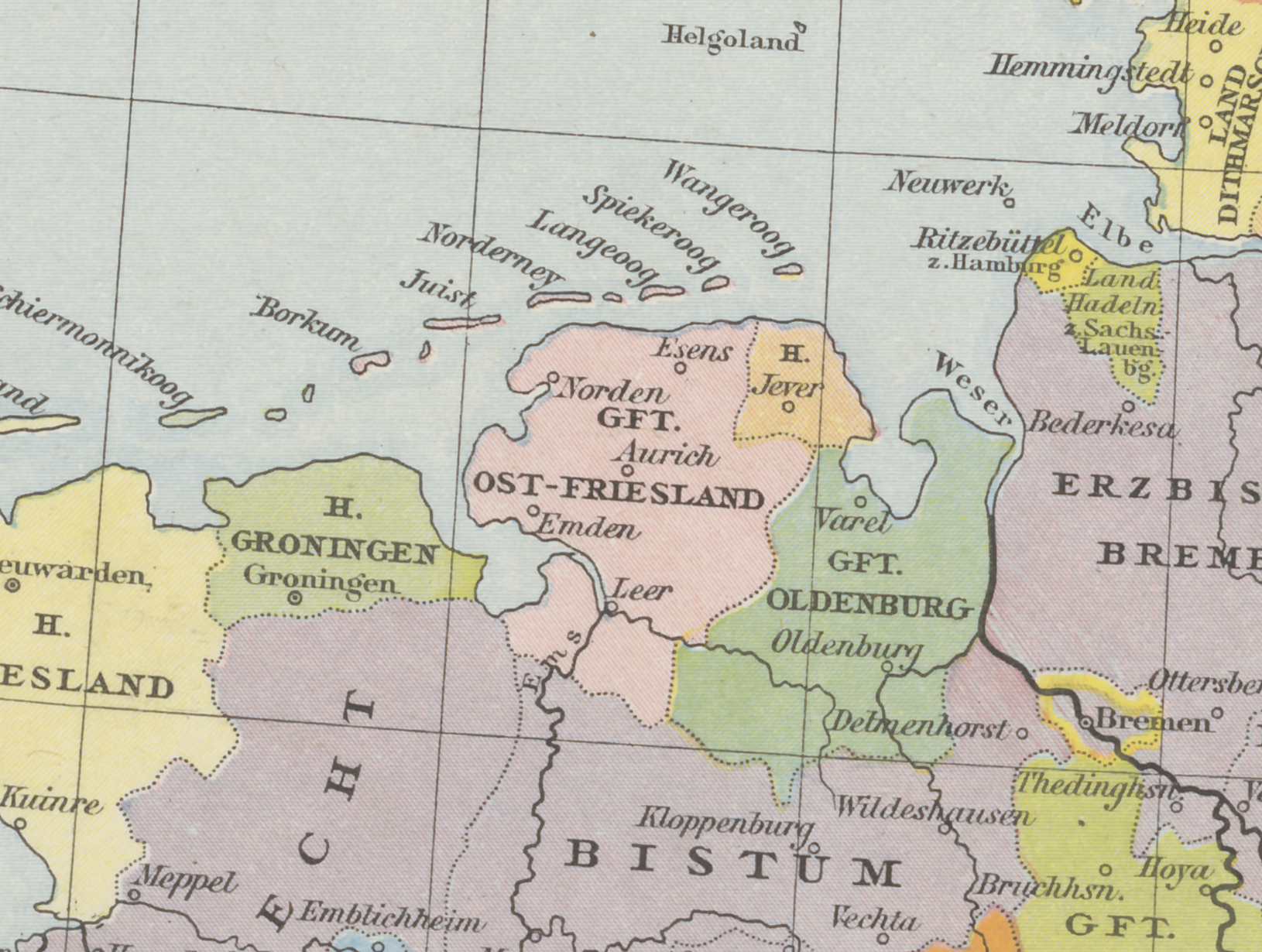
Володіння Герхарда I на кінець правління

У 1475 році на північ області Ольденбургу напали війська Бременського архієпископства, а син Герхарда — Адольф потрапив у полон до східних фризів. 1476 року під тиском імператора Фрідріха III Габсбурга відмовився відопіки над своїм небожем Якобом.
З 1480 року посилив піратські дії в Північному морі, що стали суттєво дошкуляти ганзейській торгівлі. 1481 року в обмін на повернення земель Цетель і Дріфер та 3 тис. гульденів вдалося викупити сина Адольфа з полону. 1482 року проти Ольденбургу виступили Бремен і Гамбург за підтримки графів Гой і Бременського архієпископства. На їх бік також став Якоб, граф Дельменгорст. Доволі швидко Герхард I зазнав поразки й вимушений був здатися. За угодою він зрікся на користь сина Адольфа.

## Подальша діяльність
Залишив графство Ольденбург. Втім 1487 року облаштував нову піратську базу, з якої продовжував напади на торгівельні судна. 1493 року повернувся до Ольденбургу. Потім здійснив прощу до Сантьяго-де-Компостела. Помер 1500 року.

## Родина
Дружина — Адельгейда, донька графа Оттона VII фон Текленбург
Діти:
- Герхард (1454—1470)
- Дітріх (бл. 1456—1463)
- Адольф (1458—1500), 21-й граф Ольденбургу
- Крістіан (1459-1492)
- Йоганн (1460—1526), 22-й граф Ольденбургу
- Оттон (бл. 1464—1500), канонік Бременського собору
- Єлизавета (1468—1505)
- Анна (1469—1505)
- Ірмгард (бл. 1471—1522), дружина Геро Оомкенс фон Езенс
- Гедвіга (бл. 1473—1502), дружина Едо Вімкена II фон Єфер, гауптлінга Східної Фрисландії
- Адельгейда (пом. 1513), дружина Дітріха III фон Плессе.